# 킴 페럿 스포츠맨십 어워드
킴 페럿 스포츠맨십 어워드(영어: Kim Perrot Sportsmanship Award)는 WNBA가 주는 상으로, 정규 시즌 중에 가장 모범적인 스포츠맨십을 보여준 선수에게 수상된다.

## 수상자 목록
| 시즌 | 수상자                   | 소속 팀                           |
| ---- | ------------------------ | --------------------------------- |
| 1997 | 정하이샤                 | 로스앤젤레스 스파크스             |
| 1998 | 수지 매코널 세리오       | 클리블랜드 로커스                 |
| 1999 | 던 스테일리              | 샬럿 스팅                         |
| 2000 | 수지 매코널 세리오       | 클리블랜드 로커스                 |
| 2001 | 수 빅스                  | 뉴욕 리버티                       |
| 2002 | 제니퍼 길룸              | 피닉스 머큐리                     |
| 2003 | 에드나 캠벨              | 새크라멘토 모나크스               |
| 2004 | 테레사 에드워즈          | 미네소타 링크스                   |
| 2005 | 타지 맥월리엄스-프랭클린 | 코네티컷 선                       |
| 2006 | 던 스테일리              | 휴스턴 코메츠                     |
| 2007 | 털리 베빌라쿠아          | 인디애나 피버                     |
| 2008 | 비키 존슨                | 샌안토니오 실버스타스             |
| 2009 | 카라 로슨                | 새크라멘토 모나크스               |
| 2010 | 타미카 캐칭스            | 인디애나 피버                     |
| 2011 | 수 버드 루스 라일리      | 시애틀 스톰 샌안토니오 실버스타스 |
| 2012 | 카라 로슨                | 코네티컷 선                       |
| 2013 | 스윈 캐시 타미카 캐칭스  | 시카고 스카이 인디애나 피버       |
| 2014 | 베키 해먼                | 샌안토니오 스타스                 |
| 2015 | 델리샤 밀튼-존스         | 애틀랜타 드림                     |
| 2016 | 타미카 캐칭스            | 인디애나 피버                     |
| 2017 | 수 버드                  | 시애틀 스톰                       |
| 2018 | 수 버드                  | 시애틀 스톰                       |
| 2019 | 은네카 오그우미케        | 로스앤젤레스 스파크스             |
| 2020 | 은네카 오그우미케        | 로스앤젤레스 스파크스             |
| 2021 | 은네카 오그우미케        | 로스앤젤레스 스파크스             |
| 2022 | 실비아 파울즈            | 미네소타 링크스                   |
| 2023 | 엘리자베스 윌리엄스      | 시카고 스카이                     |
| 2024 | 데리카 햄비              | 로스앤젤레스 스파크스             |